# Madame de Selve faisant de la musique
Pour les articles homonymes, voir Selve.
Madame de Selve faisant de la musique est un tableau d'Adélaïde Labille-Guiard (1749-1803), élève de Maurice Quentin Latour. Présenté au Salon de 1787, il fait actuellement partie d'une collection privée à New York.
La comtesse de Selve, veuve à 24 ans, possédait le château de Villiers à Cerny dans l'actuelle Essonne. Il est question d'elle dans le livre de Charles Pinot Duclos (1704-1772) Les Confessions du comte de *** (1742).
Ce portrait s'est vendu le 30 juin 1927 à l'Hôtel Drouot, à la vente de Mme de Polès, pour la somme de 510.000 francs (soit l'équivalent de 32 060 577,14 euros de 2018).